# 30世纪
| 千纪： | 2千纪 \| 3千纪 \| 4千纪                                                                                              |
| 世纪： | 27世纪 \| 28世纪 \| 29世纪 \| 30世纪 \| 31世纪 \| 32世纪 \| 33世纪                                                   |
| 年代： | 2900年代 \| 2910年代 \| 2920年代 \| 2930年代 \| 2940年代 \| 2950年代 \| 2960年代 \| 2970年代 \| 2980年代 \| 2990年代 |

2901年1月1日至3000年12月31日的這一段期間被稱為30世紀。

## 日食
在30世紀，總共將會發生248次日食，其中有91次日偏食，82次日環食（2次非中心食），64次日全食和11次全環食。

## 其他
- 2999年：Longplayer（英语：Longplayer）的作曲將於2999年12月31日完成，標誌著2000年1月1日開始的千年音樂作品的結束。